# 舟越保武

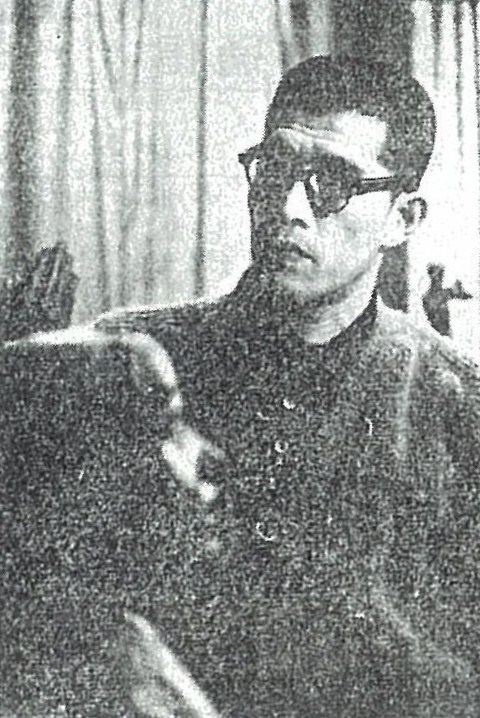
舟越保武

舟越 保武（ふなこし やすたけ、1912年12月7日 - 2002年2月5日）は、日本の彫刻家。佐藤忠良と共に戦後日本を代表する具象彫刻家。新制作協会彫刻部創立会員。東京藝術大学名誉教授。文化学院出身。直彫りによる石彫の第一人者とされ、日本でまだ石彫が珍しかった時代に、大理石や砂岩を使った作品に取り組み、独自のスタイルを築いた。
画家・俳人の妻道子との間に子供6人。次男の舟越桂や三男の舟越直木も彫刻家として活躍。長女の末盛千枝子（末盛憲彦の妻）は、児童文学編集者で「すえもりブックス」経営者。四女の舟越カンナはアーティスト・絵本作家。

## 生涯
1912年、岩手県二戸郡一戸町小鳥谷生まれ。父親が熱心なカトリック信者だった。県立盛岡中学校（現岩手県立盛岡第一高等学校）在学中、（同期に松本俊介）に高村光太郎訳の「ロダンの言葉」に感銘を受け、彫刻家を志す。
1939年、東京美術学校（後の東京藝術大学）彫刻科を卒業。このとき出会った佐藤忠良とは終生の友情を培うことになり、共に戦後の日本彫刻界を牽引していく。同年、新制作派協会彫刻部創立に参加して会員となる。この頃から大理石彫刻を始める。1940年、盛岡に疎開。深沢省三・深沢紅子夫妻と共に岩手県美術研究所で後輩の指導にもあたった。1950年、第14回新制作派展出品作「アザレア」は文部省買い上げとなった。同年、長男・一馬が生まれて間もなく急死したのを機に（一馬が急死した際、保武はその遺体を「一馬昇天」の題でパステルで描いている）、家族全員で洗礼を受けてカトリックに帰依。キリスト教信仰やキリシタンの受難を題材とした制作が増える。1967年から東京芸術大学教授を務め、1980年定年退官。1981年多摩美術大学教授に就任、1983年定年退官。1986年東京芸術大学名誉教授。1987年、脳梗塞で倒れ、右半身が不自由になったが、すぐにリハビリを開始し、死の直前まで左手で創作を続けた。1999年文化功労者。2002年2月5日、多臓器不全で死去。享年89歳。墓所は府中市府中カトリック墓地。

## 主な作品と受賞歴
| 「たつこ像」1968年制作（秋田県仙北市 田沢湖） |  | 「ペトロ岐部像」1965年制作（大分県国東市ペトロ・カスイ岐部記念公園） |
| 「たつこ像」1968年制作（秋田県仙北市 田沢湖） |  | 「ペトロ岐部像」1965年制作（大分県国東市ペトロ・カスイ岐部記念公園） |

- 1962年 「長崎26殉教者記念像」で高村光太郎賞[5]。
- 1972年 島原の乱に着想を得た「原の城」で中原悌二郎賞[5]。
- 1973年 「原の城」でパウロ6世より大聖グレゴリオ騎士団長勲章受章[5]。
- 1975年 「病醜のダミアン」（ダミアン神父をモデルにした作品。）[5]
- 1977年 「道東の四季－春－」（釧路市の幣舞橋）で長谷川仁記念賞[5]。
- 1978年 芸術選奨文部大臣賞[5]。
- 1983年 エッセイ『巨岩と花びら』で日本エッセイスト・クラブ賞受賞。
- 1984年 勲四等旭日小綬章受章
- 1999年 文化功労者顕彰。
- 2002年 叙・従四位、賜・銀杯一組

ほかにも「聖クララ」、「聖セシリア」、「聖マリア・マグダレナ」、「たつ子像」（田沢湖畔に設置）、「ペトロ岐部神父の立像」などがある。

## 主な彫刻作品の設置場所
- 「リンゴをもつ少年」1965年　神戸市中央区海岸通6・「エスタシオン・デ・神戸」屋外
- 「牧歌」1965年 広島駅ひろしま駅ビル ASSE壁面（ブロンズ製。横笛を吹く少年・花を持つ少女の対）※2020年廃棄[6]
- 「アンナ」1969年　神戸市中央区海岸通6・「エスタシオン・デ・神戸」屋外
- 「はばたき」1973年　盛岡市内丸13番1号岩手県民会館屋外
- 「LOLA」1980年　神戸市中央区加納町6・神戸市庁舎1号館屋内
- 「シオン」1981年　神戸市中央区加納町6・県道30号線（フラワーロード）西側
- 「はばたき」1973年　東京都庁都民広場
- 「茉莉花」1978年　横浜市西区ジョイナスの森彫刻公園
- 「シオン」1979年　 神奈川県横須賀市自然人文博物館前庭
- 「笛吹き少年　1991年　 東京都港区有栖川宮記念公園
- 「EVE」 東京都文京区立大塚公園
- 「渚」1986年　 埼玉県川口市川口西公園
- 「道東の四季-春」1976年　大阪市中央区御堂筋彫刻ストリート
- 「吉田茂像」1981年　東京都千代田区北の丸公園

## 著作・作品集
- 『舟越保武 作品集』講談社、1982年。大著
- 『巨岩と花びら　舟越保武画文集』筑摩書房、1982年／ちくま文庫、1998年
- 佐藤忠良と対談『彫刻家の眼』講談社、1983年
- 『素描　女の顔』講談社、1985年
- 『ナザレの少年　新約聖書より』すえもりブックス、1986年、新版1994年
- 『大きな時計』すえもりブックス、1992年
- 『舟越保武 石と随想』求龍堂、2005年
- 『舟越保武全随筆集　巨岩と花びら ほか』求龍堂、2012年。生誕100年出版
- 『舟越保武　まなざしの向こうに』求龍堂、2014年。図録

## ドキュメンタリー
- 日曜美術館「人生で美しいとは何か 彫刻家・舟越保武と子どもたち」（2025年1月12日、NHK Eテレ）[7]